# 秦仁昌
秦仁昌（1898年2月15日—1986年7月22日），字子农，男，江苏武进人，中国植物学家，中国科学院植物研究所研究员，中国科学院院士。致力于蕨类植物研究。

## 生平
1925年毕业于金陵大学获理学士学位。1955年选聘为中国科学院院士（学部委员）。

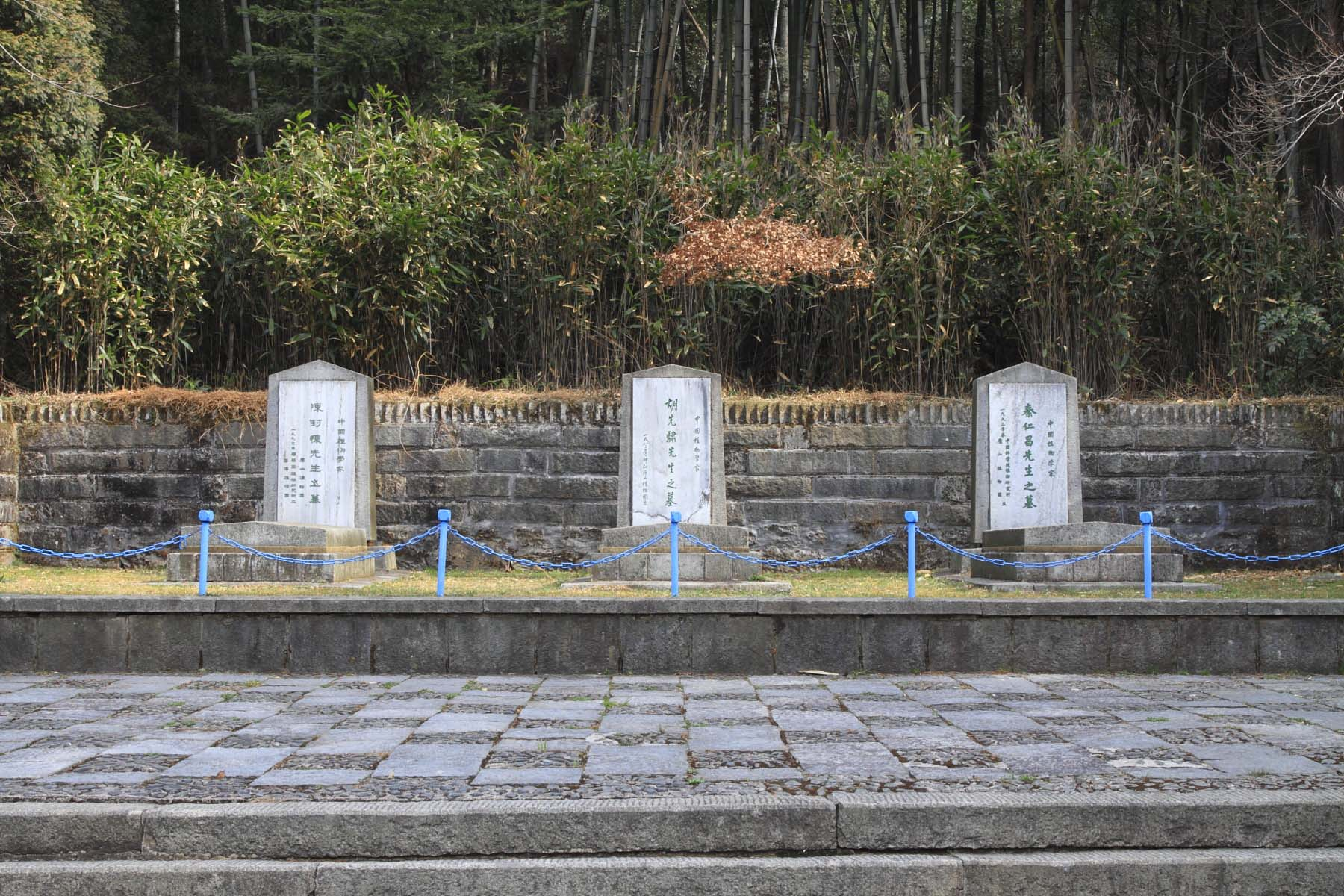
庐山植物园内的三老墓，左为陈封怀墓，中为胡先骕墓，右为秦仁昌墓